# Mineriáda (leden 1999)
Mineriádu z ledna 1999 vedli horníci z kamenouhelného revíru v údolí řeky Jiu v čele s Mironem Cozmou proti plánovanému uzavírání dolů a nízkým mzdám.

## Důsledky
Výsledkem lednové mineriády byl tzv. „mír z Cozie“, který ve dnech 22. a 23. ledna 1999 vyjednal rumunský premiér Radu Vasile s vůdcem horníků Mironem Cozmou. Ten byl dne 14. února 1999 shledán vinným z organizování mineriády z roku 1991 a odsouzen k 18 letům vězení. To vedlo k rozpoutání únorové mineriády, která skončila porážkou horníků. Miron Cozma byl v září 2005 definitivně odsouzen k 10 letům vězení. Dne 2. prosince 2007 byl propuštěn na svobodu.
Kvůli selhání bezpečnostních sil během mineriády podal dne 21. ledna 1999 rumunský ministr vnitra Gavril Dejeu demisi.